# Pascal Lamy
Pascal Lamy (Levallois-Perret, 8 aprile 1947) è un economista e politico francese.
Dal 1º settembre 2005 al 31 agosto 2013 è stato direttore generale dell'Organizzazione Mondiale del Commercio.

## Formazione
Nato nei dintorni di Parigi, Lamy si laureò all'Institut d'études politiques, all'Hautes Études Commerciales di Parigi, e all'École nationale d'administration, specializzandosi in economia e diritto.
Dopo la laurea Lamy entrò nell'amministrazione pubblica francese, lavorando come ispettore generale delle finanze tra il 1975 ed il 1979, e al ministero del tesoro dal 1979 al 1981. Fu anche vice segretario generale del Comitato interministeriale per la ristrutturazione industriale. Lamy servì come consigliere sia a Jacques Delors, quando costui era ministro dell'economia e delle finanze della Francia (1981-1984), sia al primo ministro Pierre Mauroy (1983-1984).
Dal 1969 Lamy è iscritto al Partito Socialista. Tra il 1985 e il 1994 ha fatto anche parte del comitato direttivo del partito.

## Commissione europea
Quando Delors divenne Presidente della Commissione europea nel 1985, Lamy divenne il suo capo di gabinetto. Ricoprì tale incarico fino alla fine del terzo mandato di Delors nel 1995, disponendo di un'enorme influenza all'interno della Commissione. Soprannominato "la bestia del Berlaymont" o "il gendarme", Lamy era noto per il suo stretto controllo sul personale della Commissione europea e la sua forte influenza sugli stessi direttori generali della Commissione.
Dopo l'esperienza con Delors Lamy lavorò per un periodo come dirigente al Crédit Lyonnais, che aiutò a ristrutturare e privatizzare. Nel periodo 1995-1999 Lamy fece parte anche della segreteria della sezione francese del Movimento Federalista Europeo.
Nel 1999 Lamy tornò a far parte della Commissione europea, indicato dal governo Jospin come uno dei due commissari europei della Francia. Lamy fece dunque parte della Commissione Prodi e gestì il portafoglio del commercio per tutta la durata del mandato della Commissione. Anche come commissario europeo Lamy ebbe modo di dimostrare le sue capacità di leadership e di controllo.
Lamy è presidente onorario del think-tank "Notre Europe". Tra il 2002 e il 2005 è stato anche membro onorario del Movimento Federalista Europeo.

## Organizzazione Mondiale del Commercio
Il 13 maggio 2005 Lamy venne nominato direttore generale dell'Organizzazione Mondiale del Commercio ed entrò in carica il 1º settembre 2005. Il 30 aprile 2009 Lamy venne rieletto all'unanimità direttore generale per un secondo mandato quadriennale, che ha cominciato a svolgere il 1º settembre 2009. È il primo direttore generale dell'OMC ad essere eletto per due mandati consecutivi.

## Vita personale
Lamy è sposato ed ha tre figli. Tra i suoi hobby vi sono la corsa ed il ciclismo.